# 愛の7日間
愛の7日間（あいのなのかかん、Man, Woman and Child）は、1983年のアメリカのドラマ映画。エリック・シーガルの小説「小さな訪問者」（映画と同名の題で発売されたこともある）を原作としている。

## あらすじ
南カリフォルニア大学の教授であるボブは、妻のシーラ、娘のジェシカとポーラの4人で明るい家庭を築いていた。ある日、ボブはフランスに住む旧友のルイから電話を受ける。電話の内容は「ニコルが死んだ。息子を預かっている」というものだった。ニコルとはボブが10年前にフランスで知り合った女医であり、ボブと彼女は一度だけ性交渉を持ったことがあった。息子はボブの子でジャンクロードという名だった。ジャンクロードに会いたくなったボブはシーラと相談し、結果イースターの休みに家に招き入れることにする。
ボブは身分を偽ってジャンクロードと触れ合ううちに愛情を注ぐようになり、その姿を見たシーラは嫉妬の感情を抱く。ある時、シーラは仕事仲間のウィルソンにバーで酒を飲もうと誘われる。悩んだ彼女はマーゴの家へ行くが、その日ボブと子供らは家でディナーを作ってシーラを待っていた。シーラにかけた電話を切られたことに腹を立てたボブはマーゴの家へ向かい、夫婦喧嘩をしてしまう。
また、ジェシカとポーラの友人だったディヴィが、二人にジャンクロードがボブの子であることを話してしまい、二人は家でジャンクロードを責めてしまう。ショックで家を飛び出すジャンクロード。ボブは彼の後を追いかけ、真相を話す。ジャンクロードはボブが自分の父で嬉しいと話す。
ジャンクロードが家を出るというので、ボブは最後に浜辺でジャンクロードと遊び、時を慈しむ。そして空港で父子が別れの時を惜しんでいると、シーラと娘二人がやってくる。二人はジャンクロードにした行いを謝り、和解した。そして家族はジャンクロードとの再会を誓い彼を見送る。
そして夕暮れ、ボブは息子と一時を過ごしたあの浜辺を歩くのだった。

## キャスト
カッコ内は日本語吹替版声優（初回放送1990年6月9日 テレビ朝日 「ウィークエンドシアター」）
- ボブ：マーティン・シーン（羽佐間道夫）
- シーラ：ブライス・ダナー（池田昌子）
- ジャンクロード：セバスチャン・ダンガン（藤田淑子）
- ジェシカ：アーリン・マッキンタイア（渕崎ゆり子）
- ポーラ：ミッシー・フランシス（坂本真綾）
- ルイ：ジャック・フランソワ（大木民夫）
- バーニー：クレイグ・T・ネルソン（筈見純）
- ディヴィ：ビリー・ジャコビー（田中真弓）
- ニコル：ナタリー・ネル（土井美加）
- マーゴ：モーリーン・アンダーマン（沢田敏子）